# Shorty Bull
Shorty Bull é uma recente raça de cães criada nos Estados Unidos, e surgiu a partir do cruzamento entre outras raças do tipo "Bull". Possuí grande semelhança com o bulldog francês, mas comumente apresenta orelhas cortadas.
Esta raça é  reconhecida pela ABKC (American Bully Kennel Club), nos Estados Unidos.

## Características

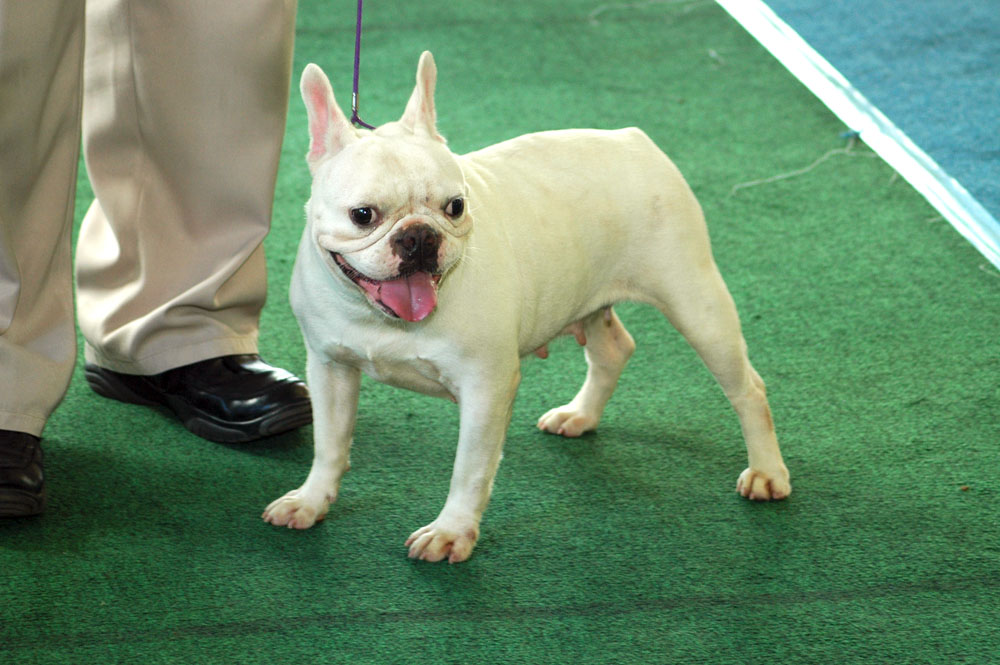
bulldog francês

Tem a aparência de um bulldog, só que em tamanho reduzido. É comumente descrito como "Bulldog miniatura", compacto, ágil e amável.
É um cão de companhia, possui temperamento estável e convive muito bem, tanto com pessoas como com outros cães. 
Costumam ter as orelhas cortadas. Se apresentam em várias cores. 
Tem cerca de 38 cm de altura, de acordo com o padrão da ABKC(American bully kennel club). E pesam até 18 quilos.